# Matthew Shipp
 (mai 2022).
 (septembre 2021).
La mise en forme du texte ne suit pas les recommandations de Wikipédia : il faut le « wikifier ».
Les points d'amélioration suivants sont les cas les plus fréquents :
- Les titres sont pré-formatés par le logiciel. Ils ne sont ni en capitales, ni en gras.
- Le texte ne doit pas être écrit en capitales (les noms de famille non plus), ni en gras, ni en italique, ni en « petit »…
- Le gras n'est utilisé que pour surligner le titre de l'article dans l'introduction, une seule fois.
- L'italique est rarement utilisé : mots en langue étrangère, titres d'œuvres, noms de bateaux, etc.
- Les citations ne sont pas en italique mais en corps de texte normal. Elles sont entourées par des guillemets français : « et ».
- Les listes à puces sont à éviter, des paragraphes rédigés étant largement préférés. Les tableaux sont à réserver à la présentation de données structurées (résultats, etc.).
- Les appels de note de bas de page (petits chiffres en exposant, introduits par l'outil «  Source ») sont à placer entre la fin de phrase et le point final[comme ça].
- Les liens internes (vers d'autres articles de Wikipédia) sont à choisir avec parcimonie. Créez des liens vers des articles approfondissant le sujet. Les termes génériques sans rapport avec le sujet sont à éviter, ainsi que les répétitions de liens vers un même terme.
- Les liens externes sont à placer uniquement dans une section « Liens externes », à la fin de l'article. Ces liens sont à choisir avec parcimonie suivant les règles définies. Si un lien sert de source à l'article, son insertion dans le texte est à faire par les notes de bas de page.
- La présentation des références doit suivre les conventions bibliographiques. Il est recommandé d'utiliser les modèles {{Ouvrage}}, {{Chapitre}}, {{Article}}, {{Lien web}} et/ou {{Bibliographie}}. Le mode d'édition visuel peut mettre en forme automatiquement les références.
- Insérer une infobox (cadre d'informations à droite) n'est pas obligatoire pour parachever la mise en page.

Pour une aide détaillée, merci de consulter Aide:Wikification.
Si vous pensez que ces points ont été résolus, vous pouvez retirer ce bandeau et améliorer la mise en forme d'un autre article.
Pour les articles homonymes, voir Shipp.
Matthew Shipp, né le 7 décembre 1960, est un musicien de jazz, pianiste, compositeur et chef d'orchestre américain.

## Naissance et éducation
Matthew Shipp a grandi à Wilmington, Delaware, et a commencé à jouer du piano à l'âge de six ans. Sa mère était une amie du trompettiste Clifford Brown . Il était fortement attiré par le jazz, mais a également joué dans des groupes de rock au lycée. Matthew Shipp a fréquenté l' Université du Delaware pendant un an, puis le New England Conservatory of Music où il a étudié avec le saxophoniste/compositeur Joe Maneri . Il a suivi des cours privés avec Dennis Sandole (qui a également enseigné au saxophoniste John Coltrane ) et désignant ceux-ci comme essentiels à son développement.

## Vie et carrière
Matthew Shipp a déménagé à New York en 1984 et a été très actif depuis le début des années 1990, apparaissant sur des dizaines d'albums en tant que leader, accompagnement ou producteur . Avant de gagner sa vie en jouant de la musique, Matthew Shipp a travaillé dans une librairie en tant qu'assistant directeur. Il a été licencié, il a jeté des livres au visage de son patron et a décidé qu'il ne chercherait plus de travail depuis ce jour  .
Il était initialement plus actif dans le free jazz mais s'est depuis diversifié, explorant particulièrement la musique qui touche au classique contemporain, au hip hop et à l' électronique . Au début de sa carrière, Matthew Shipp a été comparé stylistiquement à certains de ses prédécesseurs dans le panthéon du piano jazz, mais a depuis été reconnu comme un innovateur stylistique complet au piano – AllMusic faisant référence à son « style unique et reconnaissable » ; et Larry Blumenfeld dans le magazine Jazziz, qualifiant Matthew Shipp de « superbe par son originalité ». Jazziz a également qualifié le CD 4D de Matthew Shipp de "preuve supplémentaire de son génie idiosyncratique".
Matthew Shipp était un membre de longue date du quatuor du saxophoniste David S. Ware avec le bassiste William Parker et des batteurs en alternance. Il a enregistré ou joué avec de nombreux autres musiciens, dont High Priest and Beans of Antipop Consortium, Michael Bisio, Guillermo E. Brown, Daniel Carter, Whit Dickey, Newman Taylor Baker, DJ Spooky, El-P, Susie Ibarra, Mat Maneri, Roscoe Mitchell, Joe Morris, Ivo Perelman et Mat Walerian .
En février 2011, Matthew Shipp sort un double album intitulé Art of the Improviser . Cette sortie est "un témoignage des réalisations de Shipp, mais c'est aussi une continuation de la découverte de son langage musical en développement"  . Le Chicago Tribune a qualifié le projet de « monumental » et de « galvanique comme jamais ».
Matthew Shipp n'a cessé d'améliorer son répertoire en parcourant le monde, en écrivant de nouvelles compositions et, depuis 2011, il collabore avec Barbara Januszkiewicz. Ensemble, ils explorent de nouveaux territoires à travers un film d'avant-garde intitulé The Composer avec Matthew Shipp / Barb Januszkiewicz .

Le 24 septembre 2013, Thirsty Ear Records a sorti un CD de piano solo de Shipp intitulé Piano Sutras . Will Layman, écrivant pour PopMatters, l'a décrit comme :
" Le genre de disque dont nous parlons et jouons l'un pour l'autre des décennies plus tard. C'est une musique qui encadre toute une histoire : d'un artiste, des auditeurs, des artistes qui ont fait l'histoire de la forme d'art, de la culture et du temps qui ont permis à cet art de s'épanouir." 
Matthew Shipp est invité en 2008 en France, au théâtre du Pavé à Toulouse pour un festival intitulé "Un Pavé dans le Jazz", avec Matthew Shipp, avec en première partie : Plaistow " .

Il est invité une nouvelle fois en France, en avril 2021, au théâtre Garonne de Toulouse toutefois la situation sanitaire incertaine a conduit à annuler le spectacle  .
" S'il est encore de grands pianistes de jazz, de ceux qui décident d'une orientation de cette musique au plus haut niveau de créativité, alors Matthew Shipp assurément est de ceux-là. Exempt d'influences repérables, son jeu porte toutefois les traces d'une grande culture musicale et celles d'admirations fortes qui auraient retenu : de Bud Powell le drame et la complexité, de Thelonius Monk la concentration et l'énigme, de Duke Ellington le don d'organisation, d'Herbie Nichols, l'audace et l'étrange saveur harmonique, de Andrew Hill et Webern la coupe quelque peu abrupte du discours, de Schumann peut-être ses emportements, le goût pour les petites formes. Tout cela bien-sûr sera fondu, sublimé au souffle brûlant du quartet de David S. Ware dont il fut le partenaire de 1990 à 2006. Matthew Shipp emmène loin le piano et la musique, les fait accéder par-delà les catégories, à une modernité ombrageuse, clairvoyante, soucieuse de ses seules échappées.

Héritier inspiré mais non servile de Pharoah Sanders, de Gato Barbieri ou de John Coltrane d’après 1965, Ivo Perelman, né à São Paulo, est un improvisateur fertile, un des grands saxophonistes actuels. En général d’une belle fluidité instrumentale, son discours cultive une grande richesse d’élocution aux modes de jeu fortement contrastés, allant des contours anguleux d’un lyrisme abstrait, pensif, au flux expressionniste le plus irrépressible."

## Discographie

### En tant que leader/co-leader
| Release year | Title                                             | Label                 | Personnel/Notes |
| ------------ | ------------------------------------------------- | --------------------- | --- |
| 1988         | Sonic Explorations                                | Cadence Jazz          | Duo with Rob Brown (alto sax) |
| 1992         | Points                                            | Silkheart             | Quartet with Rob Brown (alto sax), William Parker (bass), Whit Dickey (drums) |
| 1992         | Circular Temple                                   | Quinton               | Trio with William Parker (bass), Whit Dickey (drums) |
| 1994         | Zo                                                | Rise                  | Duo with William Parker (bass) |
| 1995         | Critical Mass                                     | 2.13.61               | Quartet with Mat Maneri (violin), William Parker (bass), Whit Dickey (drums) |
| 1996         | Symbol Systems                                    | No More               | Solo piano |
| 1996         | Prism                                             | Brinkman              | Trio with William Parker (bass), Whit Dickey (drums) |
| 1996         | 2-Z                                               | 2.13.61               | Duo with Roscoe Mitchell (saxophones) |
| 1997         | The Flow of X                                     | 2.13.61               | Quartet with Mat Maneri (violin), William Parker (bass), Whit Dickey (drums) |
| 1997         | Before the World                                  | FMP                   | Solo piano |
| 1997         | By the Law of Music                               | hatHUT                | String Trio with Mat Maneri (violin), William Parker (bass) |
| 1997         | Thesis                                            | hatOLOGY              | Duo with Joe Morris (guitar) |
| 1998         | The Multiplication Table                          | hatOLOGY              | Trio with William Parker (bass), Susie Ibarra (drums) |
| 1998         | Strata                                            | hatOLOGY              | Quartet with Roy Campbell (trumpet), Daniel Carter (saxophones, flute, trumpet), William Parker (bass)                                                                                  |
| 1999         | DNA                                               | Thirsty Ear           | Duo with William Parker (bass) |
| 1999         | Magnetism                                         | Bleu Regard           | Solo, duo and trio performances with Rob Brown (alto sax, flute), William Parker (bass)                                                                                                 |
| 2000         | Gravitational Systems                             | hatOLOGY              | Duo with Mat Maneri (violin) |
| 2000         | Pastoral Composure                                | Thirsty Ear           | Quartet with Roy Campbell (trumpet), William Parker (bass), Gerald Cleaver (drums) |
| 2001         | Expansion, Power, Release                         | hatOLOGY              | String Trio with Mat Maneri (violin), William Parker (bass) |
| 2001         | New Orbit                                         | Thirsty Ear           | Quartet with Wadada Leo Smith (trumpet), William Parker (bass), Gerald Cleaver (drums)                                                                                                  |
| 2002         | Songs                                             | Splasc(h)             | Solo piano |
| 2002         | Nu Bop                                            | Thirsty Ear           | With William Parker (bass), Guillermo E. Brown (drums), Daniel Carter (sax, flute), FLAM (synths, programming)                                                                          |
| 2003         | Equilibrium                                       | Thirsty Ear           | With William Parker (bass), Gerald Cleaver (drums), Khan Jamal (vibes), FLAM (synths, programming)                                                                                      |
| 2003         | Antipop vs. Matthew Shipp                         | Thirsty Ear           | |
| 2003         | The GoodandEvil Sessions                          | Thirsty Ear           | With Roy Campbell (trumpet), Alex Lodico, Josh Roseman (trombone), Miso (turntables), William Parker (bass), Danny Blume (drums, guitar, programming), Chris Kelly (drums, programming) |
| 2003         | The Sorcerer Sessions                             | Thirsty Ear           | With Evan Ziporyn (clarinets), William Parker (bass), Gerald Cleaver (drums), FLAM (synths, programming), Daniel Bernard Roumain (violin)                                               |
| 2004         | The Trio Plays Ware                               | Splasc(h)             | Trio with William Parker (bass), Guillermo E. Brown (drums) |
| 2004         | Harmony and Abyss                                 | Thirsty Ear           | With William Parker (bass), Gerald Cleaver (drums), FLAM (synths, drums programming) |
| 2005         | In Finland                                        | Cadence Jazz          | Trio with Joe McPhee (soprano sax, trumpet), Dominic Duval (bass) |
| 2005         | One                                               | Thirsty Ear           | Solo piano |
| 2006         | Phenomena of Interference                         | Hopscotch             | With Steve Dalachinsky |
| 2006         | Salute to 100001 Stars – A Tribute to Jean Genet  | RogueArt              | As the band Declared Enemy; with Sabir Mateen (alto sax, flute, clarinet), William Parker (bass), Gerald Cleaver (drums), Denis Lavant (spoken words)                                   |
| 2007         | Piano Vortex                                      | Thirsty Ear           | Trio with Joe Morris (bass), Whit Dickey (drums) |
| 2007         | Abbey Road Duos                                   | Treader               | Duo with Evan Parker (tenor sax, soprano sax) |
| 2008         | Right Hemisphere                                  | RogueArt              | As the band Right Hemisphere; quartet with Rob Brown (alto sax), Joe Morris (bass), Whit Dickey (drums)                                                                                 |
| 2008         | Un Piano                                          | RogueArt              | Solo piano |
| 2008         | Cosmic Suite                                      | Not Two               | Quartet with Daniel Carter (reeds), Joe Morris (bass), Whit Dickey (drums) |
| 2009         | Harmonic Disorder                                 | Thirsty Ear           | Trio with Joe Morris (bass), Whit Dickey (drums) |
| 2010         | 4D                                                | Thirsty Ear           | Solo piano |
| 2010         | SAMA                                              | Not Two               | Duo with Sabir Mateen (reeds) |
| 2010         | Creation Out of Nothing (Live in Moscow)          | SoLyd                 | Solo piano |
| 2011         | Night Logic                                       | RogueArt              | Trio with Marshall Allen (alto sax, flute, EVI), Joe Morris (bass) |
| 2011         | Art of the Improviser                             | Thirsty Ear           | Solo piano and trio with Michael Bisio (bass), Whit Dickey (drums) |
| 2011         | SaMa Live in Moscow                               | SoLyd                 | Duo with Sabir Mateen (saxophone) |
| 2011         | Cosmic Lieder                                     | AUM Fidelity          | Duo with Darius Jones (alto sax) |
| 2011         | Broken Partials                                   | Not Two               | Duo with Joe Morris (bass) |
| 2012         | Elastic Aspects                                   | Thirsty Ear           | Trio with Michael Bisio (bass), Whit Dickey (drums) |
| 2012         | Floating Ice                                      | Relative Pitch        | Duo with Michael Bisio (bass) |
| 2013         | Rex, Wrecks &amp; XXX                             | RogueArt              | Duo with Evan Parker (tenor sax) |
| 2013         | Piano Sutras                                      | Thirsty Ear           | Solo piano |
| 2014         | Root of Things                                    | Relative Pitch        | Trio with Michael Bisio (bass), Whit Dickey (drums) |
| 2014         | The Darkseid Recital                              | AUM Fidelity          | Duo with Darius Jones (alto sax) |
| 2014         | I've Been to Many Places                          | Thirsty Ear           | Solo piano |
| 2015         | To Duke                                           | RogueArt              | Trio with Michael Bisio (bass), Whit Dickey (drums) |
| 2015         | Live at Okuden                                    | ESP-Disk              | As the band The Uppercut; with Mat Walerian (reeds) |
| 2015         | The Gospel According to Matthew &amp; Michael     | Relative Pitch        | Chamber Ensemble; trio with Mat Maneri (viola), Michael Bisio (bass) |
| 2015         | Our Lady of the Flowers                           | RogueArt              | As the band Declared Enemy; quartet with Sabir Mateen (tenor sax, clarinet), William Parker (bass), Gerald Cleaver (drums)                                                              |
| 2015         | The Conduct of Jazz                               | Thirsty Ear           | Trio with Michael Bisio (bass), Newman Taylor Baker (drums) |
| 2016         | Live in Seattle                                   | Arena Music Promotion | Duo with Michael Bisio (bass) |
| 2016         | Live at Okuden                                    | ESP-Disk              | As the band Jungle; with Mat Walerian (reeds), Hamid Drake (drums) |
| 2016         | Cactus                                            | Northern Spy          | Duo with Bobby Kapp (drums) |
| 2017         | Piano Song                                        | Thirsty Ear           | Trio with Michael Bisio (bass), Newman Taylor Baker (drums) |
| 2017         | Invisible Touch At Taktlos Zürich                 | hatOLOGY              | Solo piano |
| 2017         | This Is Beautiful Because We Are Beautiful People | ESP-Disk              | As the band Toxic; with Mat Walerian (reeds), William Parker (bass, shakuhachi) |
| 2017         | Not Bound                                         | Fortune               | Quartet with Daniel Carter (reeds), Michael Bisio (bass), Whit Dickey (drums) |
| 2018         | Accelerated Projection                            | RogueArt              | Duo with Roscoe Mitchell (tenor & soprano sax, flute) |
| 2018         | Zero                                              | ESP-Disk              | Solo piano |
| 2018         | Sonic Fiction                                     | ESP-Disk              | Quartet with Mat Walerian (reeds), Michael Bisio (bass), Whit Dickey (drums) |

### Comme accompagnement (sideman)
Comme accompagnement
| Release year | Leader                    | Title                                        | Label          |
| ------------ | ------------------------- | -------------------------------------------- | -------------- |
| 1991         | David S. Ware             | Great Bliss, Vol. 1                          | Silkheart      |
| 1991         | David S. Ware             | Great Bliss, Vol. 2                          | Silkheart      |
| 1992         | David S. Ware             | Flight of I                                  | DIW/Columbia   |
| 1993         | David S. Ware             | Third Ear Recitation                         | DIW            |
| 1994         | David S. Ware             | Earthquation                                 | DIW            |
| 1995         | David S. Ware             | Cryptology                                   | Homestead      |
| 1996         | David S. Ware             | Oblations and Blessings                      | Silkheart      |
| 1996         | David S. Ware             | DAO                                          | Homestead      |
| 1996         | David S. Ware             | Godspelized                                  | DIW            |
| 1997         | David S. Ware             | Wisdom of Uncertainty                        | AUM Fidelity   |
| 1998         | David S. Ware             | Go See the World                             | Columbia       |
| 2000         | David S. Ware             | Surrendered                                  | Columbia       |
| 2001         | David S. Ware             | Corridors &amp; Parallels                    | AUM Fidelity   |
| 2002         | David S. Ware             | Freedom Suite                                | AUM Fidelity   |
| 2003         | David S. Ware             | Threads                                      | Thirsty Ear    |
| 2005         | David S. Ware             | Live in the World                            | Thirsty Ear    |
| 2006         | David S. Ware             | BalladWare                                   | Thirsty Ear    |
| 2007         | David S. Ware             | Renunciation                                 | AUM Fidelity   |
| 2009         | David S. Ware             | Live in Vilnius                              | NoBusiness     |
| 2016         | David S. Ware             | Live in Sant'Anna Arresi, 2004               | AUM Fidelity   |
| 1997         | Rob Brown                 | Blink of an Eye                              | No More        |
| 1998         | Mat Maneri                | So What?                                     | hatOLOGY       |
| 2001         | Whit Dickey               | Life Cycle                                   | AUM Fidelity   |
| 2017         | Whit Dickey               | Vessel in Orbit                              | AUM Fidelity   |
| 2004         | El-P                      | High Water                                   | Thirsty Ear    |
| 1992         | Roscoe Mitchell           | This Dance Is for Steve McCall               | Black Saint    |
| 1999         | Roscoe Mitchell           | Nine to Get Ready                            | ECM            |
| 2003         | Roscoe Mitchell           | The Bad Guys                                 | Around Jazz    |
| 2014         | Jemeel Moondoc            | The Zookeeper's House                        | Relative Pitch |
| 1996         | Joe Morris                | Elsewhere                                    | Homestead      |
| 2000         | Other Dimensions In Music | Time Is of the Essence Is Beyond Time        | Homestead      |
| 1996         | Ivo Perelman              | Cama de Terra                                | Homestead      |
| 1997         | Ivo Perelman              | Bendito of Santa Cruz                        | Cadence Jazz   |
| 1999         | Ivo Perelman              | Brazilian Watercolour                        | Leo            |
| 2011         | Ivo Perelman              | The Hour of the Star                         | Leo            |
| 2012         | Ivo Perelman              | The Foreign Legion                           | Leo            |
| 2012         | Ivo Perelman              | The Clairvoyant                              | Leo            |
| 2012         | Ivo Perelman              | The Gift                                     | Leo            |
| 2013         | Ivo Perelman              | The Edge                                     | Leo            |
| 2013         | Ivo Perelman              | The Art of the Duet, Volume One              | Leo            |
| 2013         | Ivo Perelman              | Enigma                                       | Leo            |
| 2013         | Ivo Perelman              | Serendipity                                  | Leo            |
| 2013         | Ivo Perelman              | A Violent Dose of Anything                   | Leo            |
| 2014         | Ivo Perelman              | Book of Sound                                | Leo            |
| 2014         | Ivo Perelman              | The Other Edge                               | Leo            |
| 2015         | Ivo Perelman              | Callas                                       | Leo            |
| 2015         | Ivo Perelman              | Butterfly Whispers                           | Leo            |
| 2015         | Ivo Perelman              | Complementary Colors                         | Leo            |
| 2016         | Ivo Perelman              | Soul                                         | Leo            |
| 2016         | Ivo Perelman              | Corpo                                        | Leo            |
| 2016         | Ivo Perelman              | The Art Of The Improv Trio Volume 3          | Leo            |
| 2017         | Ivo Perelman              | The Art Of Perelman-Shipp Volume 1: Titan    | Leo            |
| 2017         | Ivo Perelman              | The Art Of Perelman-Shipp Volume 2: Tarvos   | Leo            |
| 2017         | Ivo Perelman              | The Art Of Perelman-Shipp Volume 3: Pandora  | Leo            |
| 2017         | Ivo Perelman              | The Art Of Perelman-Shipp Volume 4: Hyperion | Leo            |
| 2017         | Ivo Perelman              | The Art Of Perelman-Shipp Volume 5: Rhea     | Leo            |
| 2017         | Ivo Perelman              | The Art Of Perelman-Shipp Volume 6: Saturn   | Leo            |
| 2017         | Ivo Perelman              | The Art Of Perelman-Shipp Volume 7: Dione    | Leo            |
| 2017         | Ivo Perelman              | Live in Brussels                             | Leo            |
| 2017         | Ivo Perelman              | Live in Baltimore                            | Leo            |
| 2017         | Ivo Perelman              | Heptagon                                     | Leo            |
| 2017         | Ivo Perelman              | Scalene                                      | Leo            |
| 2017         | Ivo Perelman              | Philosopher's Stone                          | Leo            |
| 2018         | Ivo Perelman              | Oneness                                      | Leo            |

## Albums

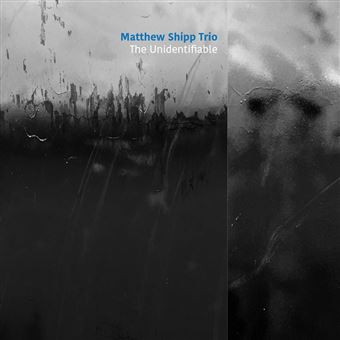
Pochette de l'album The Unidentifiable (2020).

- Adn - Matthew Duo Shipp - 04 mai 1999
- Pastoral Composure - Matthew Quartet Shipp - 18 avril 2000
- Nu Bop - Matthew Shipp - 22 janvier 2002
- Matthew Shipp's New Orbit - 21 juin 2004
- One - Matthew Shipp - 31 janvier 2006
- Harmonic disorder - Matthew Shipp - 27 janvier 2009
- Art Of The Improviser - Matthew Shipp - 22 février 2011
- Broken partiels - Matthew Shipp avec Joe Morris - 19 février 2013
- Zero - Matthew Shipp - 23 février 2018
- Sonic Fiction - Matthew Shipp - 02 mars 2018
- The  Unidentifiable - Matthew Shipp Trio avec le bassiste Michael Bisio et le batteur Newman Taylor-Baker - novembre 2020
- Recompense - Matthew Shipp - 11 décembre 2020